# Edmund Husserl
Edmund Gustav Albrecht Husserl (Prossnitz, 8 de abril de 1859-Friburgo, 27 de abril de 1938) fue un filósofo y matemático alemán, discípulo de Franz Brentano y Carl Stumpf, fundador de la fenomenología trascendental y, a través de ella, del movimiento fenomenológico, uno de los movimientos filosóficos más influyentes del siglo XX.
Entre sus primeros seguidores en Gotinga se encuentran Adolf Reinach, Johannes Daubert, Moritz Geiger, Dietrich von Hildebrand, Theodor Adorno, Hedwig Conrad-Martius, Alexandre Koyré, Jean Hering, Roman Ingarden, y Edith Stein. Tuvo también influencia en Max Scheler, Martin Heidegger, Jean-Paul Sartre, Maurice Merleau-Ponty, Alfred Schütz, Paul Ricoeur, Emmanuel Levinas, Jan Patočka, José Ortega y Gasset, Gustavo Bueno, Michel Henry, Antonio Millán-Puelles, José Gaos, Eduardo Nicol y, con posterioridad, principalmente a través de Merleau-Ponty, el influjo husserliano llegaría hasta Jacques Lacan y Jacques Derrida. El interés de Hermann Weyl en la lógica intuicionista y en la impredicabilidad, por ejemplo, parece provenir del contacto con Husserl.

## Vida y obra

### Comienzos
Husserl nació el 8 de abril de 1859 en la ciudad de Prostějov (Prossnitz), ubicada en la histórica región de Moravia, que por aquel entonces formaba parte del Imperio austríaco y hoy pertenece a República Checa. Creció en el seno de una familia judía.
Husserl estudió al principio matemáticas, principalmente en las universidades de Leipzig (1876) y Berlín (1878), con los entonces famosos profesores Karl Weierstraß y Leopold Kronecker. En 1881 marchó a Viena para estudiar bajo la supervisión de Leo Königsberger (un antiguo estudiante de Weierstraß) y obtuvo su doctorado en 1883 con la obra Beiträge zur Variationsrechnung (Contribuciones al cálculo de variaciones).
En 1884 comienza a asistir en Viena a las clases de Franz Brentano sobre psicología y filosofía. Franz Brentano lo impresionó tanto que decidió dedicar su vida a la filosofía. Husserl estudió con Brentano durante breve tiempo y después marchó a la Universidad Martín Lutero de Halle-Wittenberg para obtener su habilitación con Carl Stumpf, un antiguo discípulo de Brentano. Bajo su supervisión escribió Über den Begriff der Zahl ("Sobre el Concepto de Número", 1887), que serviría de base para su primera obra importante, Philosophie der Arithmetik (Filosofía de la aritmética [1891]). Tras una caída sufrida durante el otoño de 1937, Husserl enferma de pleuritis; muere el 27 de abril de 1938 en Friburgo.

## Filosofía de la aritmética
Lo que Husserl pretende en su Filosofía de la aritmética es analizar desde dos perspectivas los conceptos aritméticos como el número, las relaciones, etc. La primera perspectiva es psicológica: resalta el modo de darse intuitivo de los conceptos aritméticos (como el número, la relación, etc.), esto es, la forma en que los captamos en la experiencia; la segunda perspectiva es lógica: pretende la fundamentación objetiva de estos mismos conceptos. A propósito de los números naturales, Husserl enunciará lo siguiente:
1. Solo se predican de conjuntos de objetos.
2. Son relativos, pues se predican según la variación de los conjuntos de objetos. Al cambiar éstos, cambia también el número que se predica de ellos.
3. Al enumerarlos nos percatamos de su sucesión temporal, lo que significa que no los captamos todos de forma simultánea.
4. Los números son irrepetibles, pues cada uno guarda su propia identidad.

¿Qué sucede cuando observo una noche estrellada y al hacerlo no contemplo una sola estrella, sino múltiples estrellas? Para responder lo anterior, Husserl dirá que los conjuntos están constituidos por un enlace colectivo que tiene la función de unir a los objetos que atendemos con los otros objetos de los que tenemos conciencia como "de fondo".
Husserl distingue también entre conjuntos finitos (sensibles) y conjuntos infinitos (categoriales). Los conjuntos finitos se sitúan al nivel de la percepción sensible y los conjuntos infinitos se sitúan a nivel de lo categorial. ¿Cómo llegamos a estos conjuntos infinitos? Husserl responderá que como no podemos captar sensiblemente conjuntos infinitos, partimos de la captación sensible de algunos miembros de dicho conjunto para continuar con una construcción simbólica de tal conjunto mediante su expansión o iteración categorial, intelectiva.
En resumen, Filosofía de la aritmética muestra el primer intento de Husserl por fundamentar el edificio de las matemáticas. La contribución de Filosofía de la aritmética tendrá ecos en la publicación en 1900-1901 de las Investigaciones lógicas. Así pues, este texto es un antecedente de uno de los proyectos más importantes del siglo XX: La fenomenología trascendental.

## Fenomenología trascendental
Husserl es el fundador de la fenomenología trascendental, que es ante todo un proyecto de renovar a la filosofía para hacer de ella una ciencia estricta y una empresa colectiva. Como forma de entender la filosofía, la fenomenología asume la tarea de describir el sentido que el mundo tiene para nosotros antes de todo filosofar. Para cumplir con esta tarea parte de un método y de un programa de investigaciones. En lo que se refiere al método, se vale de la reducción eidética, la reducción trascendental y el análisis intencional para explicitar el sentido del mundo en tanto que mundo y de las cosas en él, así como para exponer las leyes esenciales inherentes a nuestra consciencia del mismo. En todas las obras sistemáticas publicadas por Husserl consta un bosquejo de su programa, y parte de él comprende la fundamentación última de las ciencias empíricas (o ciencias de hechos, como la biología) y de las ciencias eidéticas (o ciencias de esencias, como la geometría), así como la elucidación de lo mentado en sus conceptos.
Muchos de los conceptos y las tesis de la fenomenología trascendental solo pueden ser comprendidos a cabalidad tras la ejecución de la reducción trascendental y tras el esfuerzo por entender a qué se refieren a partir de la experiencia propia. Este es uno de los sentidos del llamado a ir a las cosas mismas, en contraposición a quedarse en meras construcciones de palabras y castillos en el aire. Uno de los conceptos centrales de la fenomenología trascendental es el de intencionalidad, que procede de la tradición escolástica y en última instancia del concepto aristotélico de “logos”. Otro de sus conceptos fundamentales es el de evidencia o intuición,  que es una ampliación del concepto de percepción y que se refiere a una verdad más originaria que la proposicional: esta verdad es la de lo que aparece.
En la fenomenología trascendental se deshace la oposición entre empirismo y racionalismo, pues en la medida en que llama a dirimir todas las cuestiones sobre la verdad última de las cosas en las experiencias evidentes que tenemos de ellas, puede considerarse una forma radical de empirismo;  sin embargo, en la medida en que asume que el orden racional del mundo nace en la experiencia intencional, puede considerarse también una forma de racionalismo.
Pocos de los discípulos y de los primeros lectores de Husserl compartieron el espíritu de hacer de la fenomenología un proyecto verdaderamente colectivo. Por el contrario, la historia del movimiento fenomenológico que tiene sus raíces en Husserl parece estar dominada por el deseo de filósofos que aspiran a superarse unos a otros. De ahí que la unidad de lo que se denomina con el título genérico de fenomenología sea la mayoría de las veces superficial, cuando no meramente histórica.  Sin embargo, a principios del siglo XXI esta forma colectiva de hacer filosofía y su proyecto pasan por un renacimiento en gran parte del mundo.

### Surgimiento y desarrollo de la fenomenología trascendental

#### Investigaciones lógicas. Surgimiento de la fenomenología.
Husserl presenta por primera vez su fenomenología en las Investigaciones Lógicas, publicadas en dos tomos en 1900 y 1901. Esta obra es de gran importancia para los desarrollos posteriores de lo que será la fenomenología trascendental. En ella Husserl presenta una aguda crítica al psicologismo y desarrolla algunos conceptos heredados de Brentano, como el de vivencia intencional, que ocupará un lugar central en la fenomenología. La intencionalidad es descrita ahí como la propiedad de las vivencias de estar referidas a algo. La vida de conciencia es necesariamente intencional, esto es, todas las vivencias se refieren necesariamente a objetos. A los objetos entendidos como correlatos necesarios de vivencias, los denomina Husserl objetos intencionales.
La fenomenología aparece en esta obra como una ciencia de esencias que debe de proceder conforme a un método. Este método supone varios elementos. Uno de ellos es la variación eidética, que consiste en comparar varios objetos intencionales para destacar una esencia común y para estudiarla en tanto que mera posibilidad.  Otro elemento metódico es la apelación una mereología, o teoría de los todos y las partes, a partir de la cual se ha de distinguir entre partes independientes y partes no independientes de las esencias de los objetos intencionales. Con esto es posible describir las relaciones entre estas partes en términos de fundamentación. Por último, el método supone también una teoría del cumplimiento de las vivencias intencionales. (A este cumplimiento lo denominará más tarde, en Ideas I, evidencia, "Evidenz"). De acuerdo con esta teoría, la pregunta por el sentido intencional se responde a partir de las vivencias perceptivas en las que se captan objetos reales o ideales. En cuanto a este último punto, Husserl afirma que también en las vivencias que tienen ideas como objetos intencionales es posible distinguir entre vivencias que presentan a sus objetos y vivencias que solo los mientan de manera vacía. (Esta mención vacía es una posibilidad de que surge con el lenguaje). Por ello cabe pensar las vivencias en las que se captan o intuyen ideas como vivencias análogas a aquellas en las que se percibe un objeto real. Desde este punto de vista los objetos son inconcebibles sin su referencia a las vivencias en las que se muestran: el postulado de una cosa en sí, independiente de la vida de conciencia, es absurdo.
Así pues, en resumen, en las Investigaciones Lógicas la fenomenología ya es concebida como una ciencia que estudia las estructuras esenciales de las vivencias y los objetos intencionales, así como las relaciones esenciales entre tipos de vivencias y de objetos intencionales. Por otro lado,  el propósito de la fenomenología tal y como es propuesta en esta obra consistiría en la aclaración epistemológica de la lógica pura, que comprendería también a la matemática, a partir del cumplimiento de las vivencias intencionales de las objetividades lógicas.

#### Ideas I. Surgimiento de la fenomenología trascendental.
Ideas relativas a una fenomenología pura y una filosofía fenomenológica, también conocida como Ideas I, es la primera publicación donde aparece el tema de la epojé trascendental: la operación mediante la cual Husserl propone acceder a la subjetividad trascendental o conciencia pura mediante una serie de pasos o reducciones.  Una de estas reducciones es la reducción eidética, que consiste en tomar las objetividades que se presentan a la consciencia como meros ejemplares de esencias que se obtienen por variación eidética. Este método ya había sido introducido en las Investigaciones Lógicas. No es este el caso de la reducción trascendental, que aparece por primera vez en esta obra en la forma de una desconexión o puesta entre paréntesis de la creencia en la realidad del mundo. Quien ejecuta esta reducción descubre de manera radical el mundo en tanto que mundo vivido por él, pues con la desconexión de la creencia en la realidad del mundo el fenomenólogo se concentra necesariamente en el campo de la vida de conciencia en la que este aparece y adquiere incluso su carácter de realidad. Solo con la desatención del mundo en tanto que mundo real es posible prestar atención al mundo tal y como es vivido por nosotros.  Mientras que la reducción trascendental abre el campo de la consciencia pura, la reducción eidética permite captar lo que ahí aparece en términos de esencias y de relaciones esenciales. A la actitud en la que vivimos cotidianamente cuando no hacemos filosofía, Husserl la denomina actitud natural. A la actitud en la que nos mantenemos en la reducción trascendental  —y que, sépalo o no el filósofo, es propia de toda filosofía— la denomina actitud trascendental.
A partir de esta obra toda la fenomenología de Husserl se desarrollará como fenomenología trascendental. Por lo demás, en Ideas I este proyecto adquiere ya claramente el perfil de una filosofía que tiene como tarea esclarecer el sentido que el mundo tiene para nosotros en nuestra vida cotidiana.  Esto se debe a que la vida misma sobre la que el fenomenólogo reflexiona tiene un carácter intencional que coincide con una noción ampliada de significación que Husserl denomina ‘sentido’ (Sinn) en Ideas I. Husserl observa que tras la reducción trascendental toda vivencia intencional sigue teniendo una estructura doble: un lado noético y un lado noemático. Mientras que lo noético se refiere a la forma en que algo es vivido, lo noemático se refiere a aquello a lo que apunta la vivencia como su objeto. En la correlación intencional entre noesis y nóemas, las vivencias se entretejen en estructuras sintéticas. Antendiendo a ello se puede hablar de una sintaxis de las vivencias que es análoga a la del lenguaje, pero mucho más fundamental. A las investigaciones fenomenológicas sobre las síntesis en las que el mundo y las cosas en él adquieren su sentido, Husserl las llamó investigaciones constitutivas.
En obras posteriores Husserl propondrá varias formas de llevar a cabo las distintas reducciones que conducen a la subjetividad trascendental. Aquí es importante hacer una observación sobre el término reducción, en alemán "Reduktion". En su libro Introduction to Phenomenology, Robert Sokolowski propone interpretar este término en el sentido de “re-conducción”, conforme a la etimología latina re-ducere.  Esta interpretación del término reducción es congruente con el papel que este concepto juega en la fenomenología trascendental.
La fenomenología aparece públicamente por primera vez como fenomenología trascendental en Ideas I. De esta obra en adelante será claro para Husserl que la tarea de la filosofía entendida de esta manera es explicar el origen y el sentido del mundo, al reflexionar sobre la experiencia intencional. De acuerdo con ella, el mundo es aquello a lo que se refiere nuestra experiencia y al mismo tiempo el contexto en el que vivimos. Como contexto, el mundo es siempre algo implícito. Así que para explicitar el sentido de esto implícito es necesario primero dejar de suponerlo como fundamento de la experiencia y recuperarlo como término objetivo al que ésta se refiere. Esto es lo que pretende la reducción trascendental.
Husserl planeó su obra Ideas relativas a una fenomenología pura y una filosofía fenomenológica en tres tomos. El único tomo terminado fue el primero, al que nos hemos referido en este apartado. El segundo y el tercer tomo fueron publicados de manera póstuma.

#### Meditaciones cartesianas, Lógica Formal y Lógica Trascendental, La crisis de las ciencias europeas y la fenomenología trascendental, Ideas II. Maduración de la fenomenología trascendental.
De las obras sistemáticas que Husserl alcanzó a terminar en vida, las más maduras son Meditaciones cartesianas (1931) y Lógica Formal y Lógica Trascendental (1929). La lectura de estas dos obras es imprescindible para comprender el proyecto de la fenomenología trascendental frente a las acusaciones de platonismo y de solipsismo. Entre otras cosas, en ellas Husserl incorpora sus descubrimientos relativos a la conciencia del tiempo para esclarecer la temporalidad de las objetividades reales e ideales, y sus descubrimientos relativos a la empatía —la consciencia intencional en la que captamos a los otros en virtud de su aparecer corporal — para esclarecer la forma en que somos conscientes de la intersubjetividad.
Durante sus últimos años, Husserl preparaba otra obra sistemática de la cual solo la primera parte pudo publicarse en un periódico para inmigrantes: La crisis de las ciencias europeas y la fenomenología trascendental (1936). Sin embargo, se publicaron de manera póstuma partes adicionales de este trabajo. Se trata de una introducción a la fenomenología trascendental que recupera críticamente muchos hallazgos históricos de la filosofía y que pretende dar cuenta del sentido de las explicaciones de las ciencias modernas y de su necesidad de fundarse en investigaciones fenomenológicas que tienen como tema al mundo de la vida. Además, en ella Husserl revisa críticamente diversas formas de llevar a cabo la reducción fenomenológica.
Mención aparte merece el segundo volumen de sus Ideas relativas a una fenomenología pura y una filosofía fenomenológica, que Husserl se negó a publicar en vida por considerarlo inacabado y problemático. Esta obra, en la que Husserl trabajó entre la década de 1910 y principios de la de 1920,  ejerció gran influencia en muchos fenomenólogos que tuvieron acceso a ella, como Martin Heidegger y Maurice Merleau-Ponty. En ella se anticipan problemáticas que cobrarán mucha importancia en sus obras posteriores, como los conceptos de motivación, mundo de la vida y persona, así como la constitución de la corporalidad y de la intersubjetividad.

#### Génesis de la reducción trascendental
Husserl introduce explícitamente por primera vez la idea de una “reducción gnoseológica” en La idea de la fenomenología (1907). El desarrollo filosófico de esta idea irá adquiriendo una complejidad cada vez mayor conforme a una cierta maduración en su pensamiento. Por ello la reducción trascendental no debe ser vista como un "giro" sorprendente y contradictorio en la obra de Husserl respecto de sus Investigaciones lógicas, como se ha pensado a veces. En esta última obra,  Husserl habla ya de “una aprehensión fenomenológica pura desconectadora (ausschaltende) de todas las posiciones trascendentes” y de un “yo fenomenológicamente reducido”. Es cierto que estas palabras, como muchas otras de la misma tendencia, fueron introducidas únicamente hasta 1913, año de la segunda edición de las Investigaciones Lógicas y de la publicación de Ideas I. Sin embargo, en aquellas investigaciones podemos ver la predelineación de un radicalismo filosófico que impide hablar de un viraje autocontradictorio. Ya en la primera edición de esa obra (1900-1901) Husserl hablaba de la distinción entre “el yo de las vivencias” (Ichleib) y el yo empírico, de la delimitación del “yo psíquico puro” a su “contenido fenomenológico”, y de cómo a través de esta delimitación el yo “se reduce” (es reduziert sich) a la unidad de la conciencia. Ahora bien, es en sus lecciones de 1907, publicadas con el título de La idea de la fenomenología, donde Husserl expone por primera vez con toda claridad y sistematicidad la idea de la fenomenología en relación con lo que más adelante (1913) sería llamado “reducción trascendental”. Ahí sostiene que “sólo por medio de una reducción –a la que vamos a llamar ya reducción fenomenológica– obtengo un dato absoluto, que ya no ofrece nada de trascendencia”. Desde un punto de vista retrospectivo la obra de Husserl parece implicar, en el camino que va de Investigaciones lógicas a Ideas I, pasando por La idea de la fenomenología, un énfasis creciente en ciertos puntos que tendían desde el principio hacia cierto radicalismo filosófico. Para poner otro ejemplo, en los primeros parágrafos de la primera de las Investigaciones lógicas Husserl hablaba, apuntando ya a desarrollos que más adelante habrían de conducir a la reducción trascendental, del “principio de la falta de supuestos”, entendidos como supuestos ontológicos, y hacía referencia a la fenomenología pura como “terreno de investigaciones [ontológicamente] neutrales”. En concordancia con esto dice también que sus investigaciones “no tenían tema ontológico” y que la fenomenología pura no hace ni la menor afirmación sobre existencias reales (reales Dasein).
En fin, las diferencias entre la primera y la segunda edición de las Investigaciones Lógicas ofrecen un campo de estudio para la determinación del progreso en la filosofía de Husserl y para entender su camino hacia la reducción trascendental como el transcurso de un énfasis radicalizador.

## Últimos años de su vida

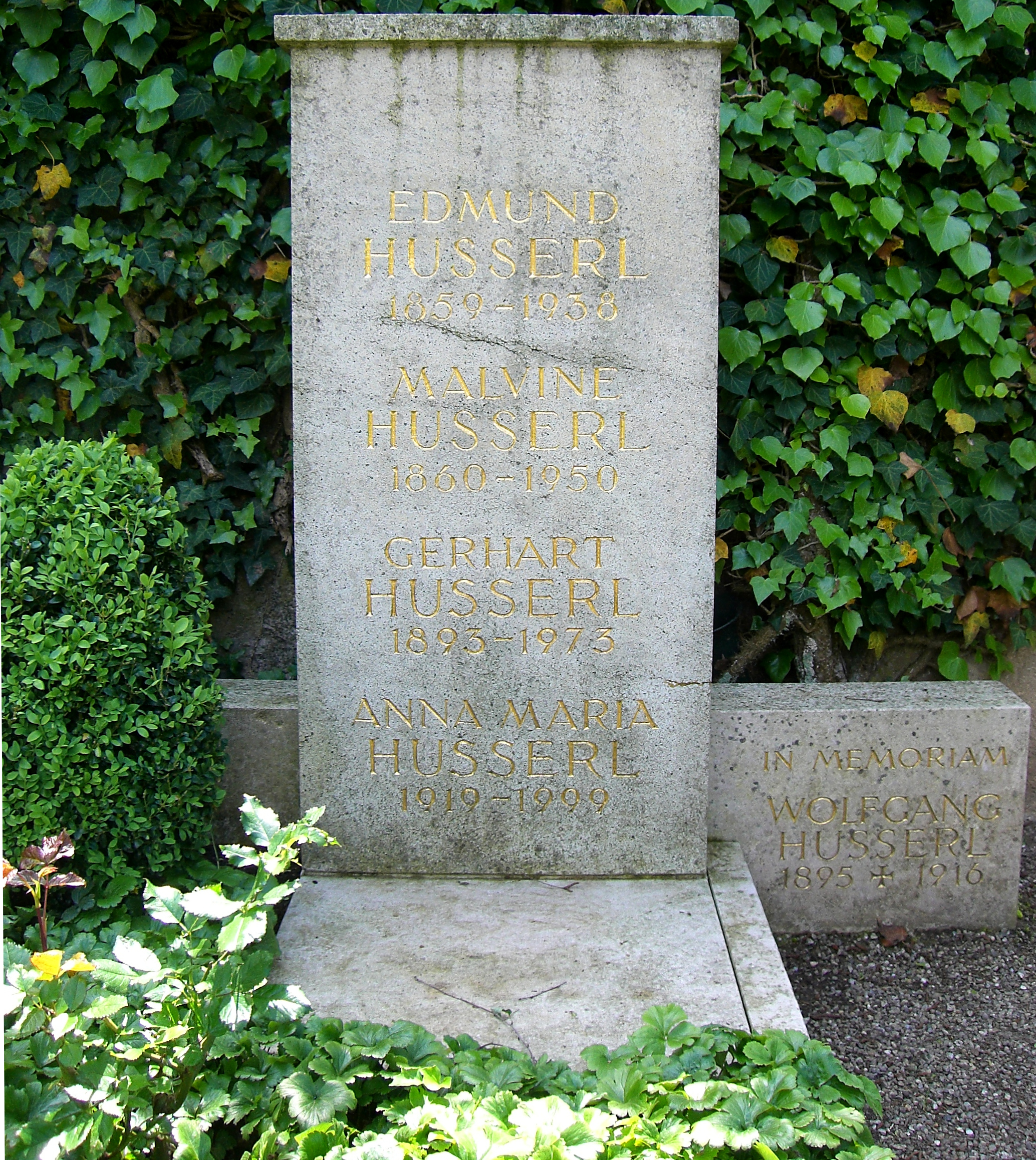
Edmund Husserl, cementerio de Günterstal.

Aunque en 1928 se jubiló, la Universidad de Friburgo lo nombró profesor emérito, dignidad de la cual fue despojado el 14 de abril de 1933, en aplicación de un decreto antisemita de los nazis. Además, al ser Husserl judío, se le prohibió el uso de la biblioteca de la Universidad de Friburgo de Brisgovia, en razón de las leyes de "limpieza racial" del Partido Nacionalsocialista, aplicadas en la universidad por Martin Heidegger, su más famoso discípulo. Este hecho lo recoge Golo Mann en sus memorias. Sin embargo, el historiador Hugo Ott no encontró pruebas de ello. De cualquier modo, Husserl lo percibió así. Heidegger eliminó la dedicatoria a Husserl de su famosa obra Ser y tiempo, cuando la reeditó en 1941. En la conocida entrevista que le hizo la revista Der Spiegel, publicada póstumamente bajo el título «Ya sólo un Dios puede salvarnos», Heidegger da una explicación acerca de lo uno y de lo otro, negando que haya ocurrido lo primero. En abril de 1938, Edmund Husserl murió de pleuresía. Sus cenizas fueron enterradas en el cementerio de Günterstal, cerca de Friburgo.

## Obra
Sus obras completas en manuscritos originales, que constan de más de 45.000 folios, se encuentran en los Archivos Husserl del Instituto de Filosofía de la Universidad Católica de Lovaina, a donde los llevó desde Friburgo el sacerdote católico Herman Leo van Breda para salvarlos de la destrucción nazi. A los Archivos Husserl acuden estudiosos de la fenomenología de todo el mundo, y sus obras siguen en proceso de publicación en la colección denominada Husserliana.

### Algunas obras de Husserl
- Philosophie der Arithmetik. Psychologische und Logische Untersuchungen (Filosofía de la Aritmética), 1891
- Logische Untersuchungen. Erste Teil: Prolegomena zur Reinen Logik (Investigaciones Lógicas, Vol. 1), 1900
- Logische Untersuchungen. Zweite Teil: Untersuchungen zur Phänomenologie und Theorie der Erkenntnis (Investigaciones Lógicas, Vol. 2), 1901
- Ideen zu einer reinen Phänomenologie und phänomenologischen Philosophie. Erstes Buch: Allgemeine Einführung in die reine Phänomenologie (Ideas Relativas a una Fenomenología Pura y a una Filosofía Fenomenológica), 1913
- Formale und Transzendentale Logik. Versuch einer Kritik der Logischen Vernunft (Lógica Formal y Trascendental: Ensayo de una Crítica de la Razón Lógica), 1929
- Méditations Cartésiennes (Meditaciones cartesianas), 1931[15]
- Die Krisis der Europäischen Wissenschaften und die Transzentale Phänomenologie: Eine Einleitung in die Phänomenologische Philosophie (La Crisis de las Ciencias Europeas y la Fenomenología Trascendental: Introducción a la Filosofía Fenomenológica), 1936
- Erfahrung und Urteil. Untersuchungen zur Genealogie der Logik (Experiencia y Juicio), 1939

### Ediciones en español
- Fenomenología de la conciencia del tiempo inmanente, Editado por Martin Heidegger, Trad. de Otto E. Langfelder, Nova, Buenos Aires, 1959
- Ideas relativas a una fenomenología pura y una filosofía Fenomenológica, Trad. José Gaos, Fondo de Cultura Económica, México, 1949; 2a. edición revisada y ajustada a la edición alemana en Husserliana, 1962. Sucesivas reimpresiones hasta 1993 (ISBN 84-375-0255-1). Nueva edición y refundición integral de la traducción de José Gaos por Antonio Zirión Quijano, UNAM-Fondo de Cultura Económica, México, 2013.
- Investigaciones lógicas, 4 Volúmenes, Editorial Revista de Occidente, Madrid, 1929. Segunda ed., 2 volúmenes, 1967. Trad. de Manuel García Morente y José Gaos.
- Investigaciones lógicas, 2 Volúmenes, Alianza, Buenos Aires, 2005, Trad. de Manuel García Morente y José Gaos. (Se trata de la misma traducción citada arriba.) (ISBN 84-206-8196-2)
- Lógica formal y lógica trascendental. Ensayo de una crítica de la razón lógica (1929), Ediciones del Centro de Estudios Filosóficos de la Universidad Nacional Autónoma de México, México, 1962. Trad. de Luis Villoro.
- Meditaciones cartesianas, Ediciones Paulinas, Madrid, 1979, Trad. de Mario A. Presas. Otra edición: FCE, 1985, trad. de José Gaos y M. García Baró (ISBN 84-375-0256-X)
- Invitación a la fenomenología, Barcelona-Buenos Aires-México, Paidós, 1992. Contiene los textos de Husserl: «El artículo “Fenomenología” de la Enciclopedia británica'», «La filosofía en la crisis de la humanidad europea» (1935), «La filosofía como autorreflexión de la humanidad». (ISBN 84-7509-791-X)
- Problemas fundamentales de la fenomenología, (traducción de César Moreno y Javier San Martín), Madrid, Alianza 1994.
- «El origen de la geometría» (traducción de Jorge Arce y Rosemary Rizo-Patrón), en Estudios de Filosofía, revista de la Pontificia Universidad Católica del Perú/ Instituto Riva-Agüero, IV, 2000, pp. 33-54.
- Experiencia y juicio (traducción de Jas Reuter y revisión de Bernabé Navarro), UNAM, México, 1980.
- El espíritu común (Gemeingeist I y II)” (traducción de César Moreno), en Thémata, número 4, Sevilla, 1987, págs. 131-158.
- Ideas relativas a una fenomenología pura y una filosofía fenomenológica. Libro segundo: Investigaciones fenomenológicas sobre la constitución, (traducción de Antonio Zirión Quijano), UNAM, México, 2005.
- Renovación del hombre y de la cultura (traducción de Agustín Serrano de Haro), Anthropos Eitorial, México/ Barcelona, 2002.
- La tierra no se mueve (traducción de Agustín Serrano de Haro), Editorial Complutense, Madrid, 2006.
- Invitación a la fenomenología, Ediciones Paidós, Barcelona, 1990.
- Lecciones de fenomenología de la conciencia interna del tiempo (traducción de Agustín Serrano de Haro), Editorial Trotta, Madrid, 2002.
- La crisis de las ciencias europeas y la fenomenología trascendental. Una introducción a la filosofía fenomenológica (traducción de Jacobo Muñoz). Filosofía. Clásicos. Barcelona, Editorial Crítica, 1991.
- «Husserl, Edmund»: artículo de la Encyclopaedia Britannica (traducción de Antonio Zirión Quijano), UNAM, México, 1990.
- Lecciones sobre ética y teoría del valor (1908-1914) (traducción de Mariano Crespo), Universidad Pontficia Comillas, Madrid, 2023. (ISBN 978-84-8468-971-3)